# ベラルーシの国旗
ベラルーシの国旗（ベラルーシのこっき、ベラルーシ語: Сцяг Беларусі, Sciah Biełarusi、ロシア語: Флаг Беларуси）は、1951年にソ連構成国の白ロシア・ソビエト社会主義共和国時代に定められた、下半分が緑色、左側に縦に民族的紋様が加えられた赤色と緑色の旗で、ホイスト（旗竿側の縁）の末端に白色と赤色の装飾模様（ルシネーク）が描かれている旗を元にしている。現在の旗はこの旗から共産主義のシンボルである鎌とハンマーを除去したものであり、1995年5月の国民投票で承認されたデザインを基にしている。
白ロシア・ソビエト社会主義共和国時代との大きな違いは、共産主義のシンボル（鎌と槌と赤い星）の除去と、ホイストの部分の装飾模様の色が反転されている点であり、現在のデザインは2012年にベラルーシ共和国国旗国家委員会（the State Committee for Standardization of the Republic of Belarus）によって規定されたものであり、1995年の国民投票以来、ベラルーシの政府関係者や政府機関によって使用される国旗を元にした旗も作られている。
1918年3月25日に独立したベラルーシ人民共和国（ボリシェヴィキによって滅亡）では白赤白旗が用いられており、1991年にソ連から独立したベラルーシ共和国が成立した後に1995年まで使用されていた。ソ連が崩壊すると3月25日はベラルーシ建国日とし、ベラルーシ政府レベルでこの日を祝い始めたが、1994年7月にベラルーシの大統領になったアレクサンドル・ルカシェンコが1995年にベラルーシ人民共和国のシンボルであった白赤白の国旗、国章「パホーニャ」（Пагоня）、国歌『ヴァヤツキ・マルシュ（戦士の行進）』（Ваяцкі марш）と独立記念日を禁止した。反ルカシェンコ派は人民共和国時代・ソ連独立直後の国旗を使い続けているが、ルカシェンコ率いるベラルーシ政府によって、人民共和国時代の国旗の掲示は制限されている。

## デザイン
ベラルーシの国旗の基本的なデザインは、1995年6月7日に発せられた大統領令No.214で初めて言及された。旗は2本の横縞模様で構成される長方形の布地であり、上側の赤色の縞が旗の縦幅を3分の2を占め、残りの3分の1が緑色の縞となっている。ホイストには赤と白の文様が配され、横幅の9分の1を占めている。旗の縦横の比率は1:2とされている。
鎌と槌と赤い星、旗竿の文様の色の反転を除いて、国旗のデザインはソビエト時代とさほど異ならない。旗の色の意味に公的な解釈は示されていないが、ベラルーシ大統領アレクサンドル・ルカシェンコは、赤は自由と国民の祖先の犠牲、緑は生命の表現だと述べている。
1995年の大統領令に加えて、2008年にベラルーシ共和国国旗国家委員会によって「STB 911–2008：ベラルーシ共和国の国旗」が規定され、色や文様など国旗の微細な仕様が明示された。2012年に国旗の細部のデザインが変更され、従前の国旗では文様と縞模様の境には国旗の幅の12分の1の白い空間が置かれていたが、文様の部分の幅は従来の9分の1のまま、境界の色が赤に置き換えられた。

### 色
国旗の色は「STB 911–2008：ベラルーシ共和国の国旗」で定められており、CIE標準光源D65に記載されている。
| Color | Color coordinate | Color coordinate | Y10        |
| Color | x10              | y10              | Y10        |
| ----- | ---------------- | ---------------- | ---------- |
| Red   | 0.553 ± 0.010    | 0.318 ± 0.010    | 14.8 ± 1.0 |
| Green | 0.297 ± 0.010    | 0.481 ± 0.010    | 29.6 ± 1.0 |

### ホイストの装飾文様
ホイストの部分の装飾の文様は1951年の国旗からあしらわれており、1917年にマトロナ・マルケヴィチによってデザインされた。ベラルーシ土着の植物や花をモチーフとした文様は、ベラルーシで広く使用されている伝統的なデザインである。この文様があしらわれた織物（ルシネーク）は、宗教の祭礼や葬式のような儀式から、来客をもてなす「パンと塩」の場面といった日常的な行事で使われる。
1937年にマトロナ・マルケヴィチの夫は反ソビエトのプロパガンダの罪状で処刑され、マトロナら残された家族も迫害を受けた。オリジナルのルシネークは残っておらず、1937年にNKVDに没収された、あるいは第二次世界大戦で焼失したと考えられている。1951年に白ロシア・ソビエト社会主義共和国の新しい国旗を考案する委員会が組織され、ベラルーシ科学アカデミーの民族学・民間伝承部門の部長であり、マトロナの兄弟であるMikhail Katsarが委員会に参加していた
2015年にポーランドのシャンノにマトロナ・マルケヴィチの記念碑が建てられた。

## 国旗掲揚法令

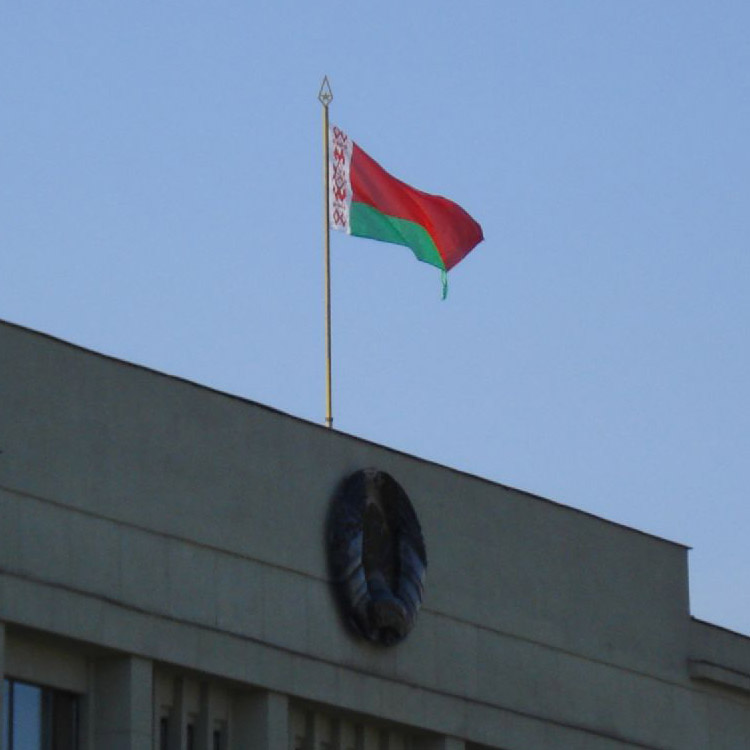
ミンスクの官庁の上ではためく国旗

法令によってベラルーシの国旗自体が制定されるとともに、国旗の使用に関する規定も発布され、5月15日が「ベラルーシの国章と国旗の日（ベラルーシ語: Дзень дзяржаўнага гербу і дзяржаўнага сцягу Рэспублікі Беларусь, ロシア語: День Государственного герба и Государственного флага Республики Беларусь）」に定められた。
好天の日には、以下に挙げる場所に毎日ベラルーシの国旗を掲げるべきだと法令で定められている。
- ベラルーシ国民議会
- ベラルーシ閣僚評議会
- ベラルーシの裁判所、地方の首長と行政機関の事務所
- 地方議会が開催される建物の上
- 政府が所有する軍事基地、軍用船
- ベラルーシの外交官が使用する建物

また、ベラルーシの国旗は下記の特別な行事が行われる場所でも掲げられる
- 地方の首長と行政機関の会議
- 投票所
- スポーツ競技が行われる競技場（ベラルーシの法令とは別に、国際オリンピック委員会は国旗の掲示について独自の規則を定めている）[11]

ベラルーシの外交官、大統領や首相といった政府の高官が乗る車には、国旗が掲げられる。また、ベラルーシ共和国軍の親衛隊のバッジには、国旗が組み込まれている。法令は政府、自治体、軍隊だけでなく、記念式典や家族の休日といった行事、公共団体、企業、NGOなどの団体の国旗の掲揚も認めている。
国旗の掲揚に関する規定には、国旗を設置する旗竿の長さは旗の幅の3倍、
色は金色（もしくは黄土色）と定められている。旗竿の上に取り付ける金属製の飾り（フィニアル）は金色に着色した菱形と指定されている。フィニアルには国章で使用されているものに類似した五芒星が刻まれており、菱形はソビエト時代の旗の伝統を示唆していると言われている。

## ベラルーシの国旗の歴史

### 白赤白旗（ロシア帝国・ソ連からの独立・抵抗の証）

白赤白旗（1918年、1991年 - 1995年）

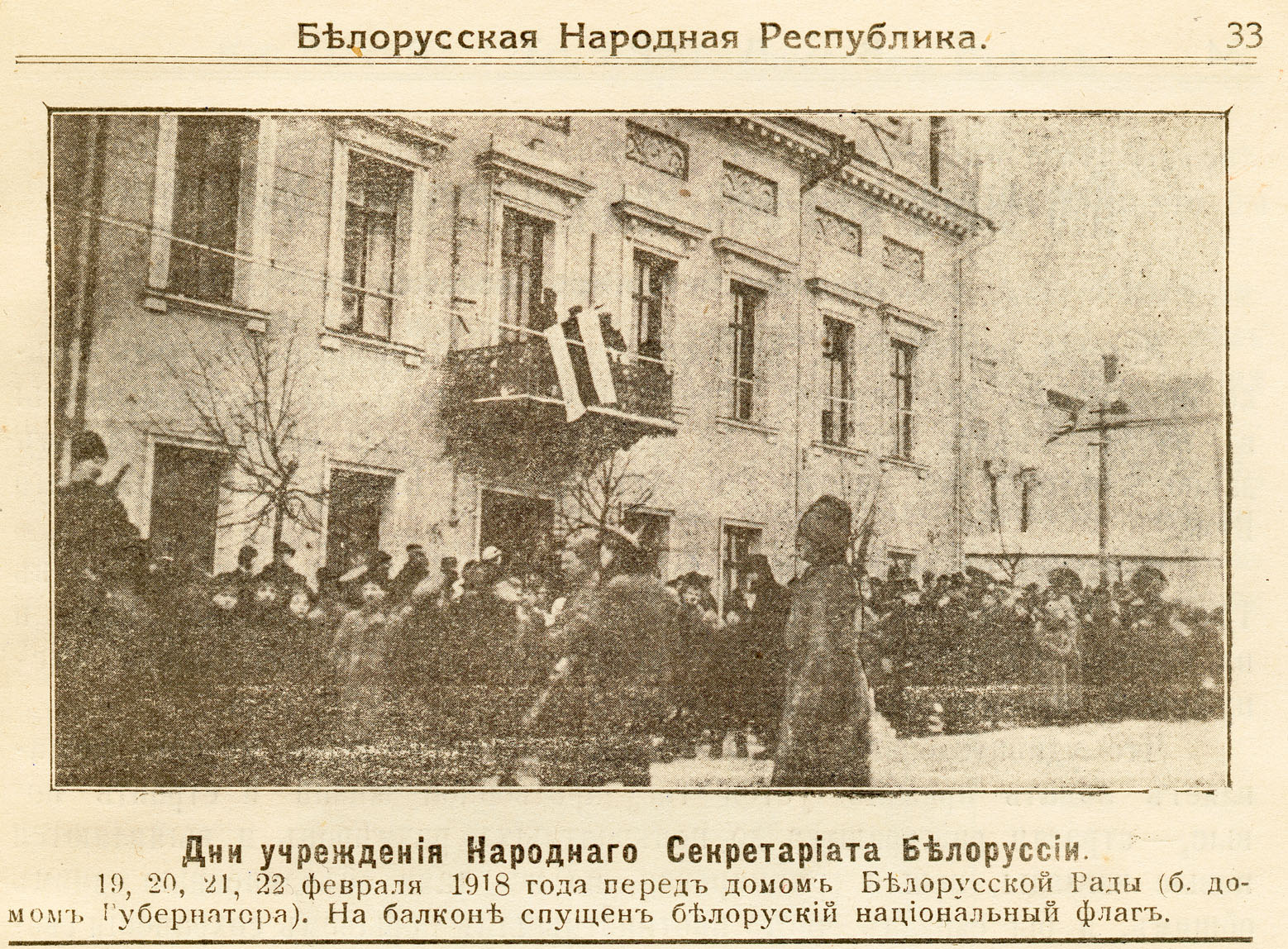
1918年のミンスクの、ベラルーシ人民共和国政府の建物に掲げられた白赤白旗

1918年のベラルーシ共和国（領土は現東ベラルーシ）の成立後からボリシェヴィキに滅ぼされる以前と、1991年9月19日から1995年6月5日までの間使用された国旗のデザインは、1918年3月から12月まで存在したベラルーシ人民共和国が使用していた国旗だった。
旗のデザインは1917年より前に考案されたとされ、このデザインはベラルーシ人の間で"byel-chyrvona-byely s'tsyah"（ベラルーシ語: Бел-чырвона-белы сьцяг、「白赤白旗」）として知られている。
赤色と白色は伝統的にリトアニア大公国とポーランド・リトアニア共和国の国家の紋章に使われた色である。これらの色は赤い背景の上に白い騎士が描かれたパゴーニャ（en:Pahonia）に由来するもので、パゴーニャはベラルーシの土地の伝統的な紋章であり、かつてはベラルーシの国章にも描かれていた。国旗の起源を説明する説は他にいくつか存在し、その一つは白ルーシという国家の名前を暗喩したデザインだと説明している。
東ベラルーシの占領から亡命政府樹立

ベラルーシ人民共和国亡命政府の旗（1919年-1925年）

1918年にボリシェヴィキに東ベラルーシが占領されるとベラルーシ人民共和国の亡命政府が国外に設立された。1919年-1925年までベラルーシ人民共和国亡命政府（2022年時点も存続）の旗として、旧来の旗に黒線が加わった旗が使用され、1925年以降から黒線が無いものに戻された。
ポーランド第二共和国滅亡による西ベラルーシ占領以降
1921年から1939年までの間、白赤白旗はポーランド第二共和国が領有していた西ベラルーシでのベラルーシ人の民族運動で使われたほか、ベラルーシ農民労働者連合とベラルーシ・キリスト教民主主義のような政治団体、ベラルーシ学校協会などの非政治団体が使用していた。また、リトアニア共和国のベラルーシ特別大隊でも白赤白旗が使用された。1939年のポーランド侵攻と西ベラルーシの白ロシア・ソビエト社会主義共和国への併合の後、新たに白ロシアに編入されたこれらの地域でもソビエト政権によって白赤白旗の使用が禁止された。1941年にベラルーシを占領したナチス・ドイツは白赤白旗の使用を認め、旗はドイツ陸軍と武装親衛隊のベラルーシ人志願兵の腕章に採用されたほか、1943年から1944年にかけて存在した親ドイツ政権のベラルーシ中央ラーダも使用していた。第二次世界大戦の終結後、白赤白旗は西側諸国のベラルーシ人移民、ベラルーシ内部の反ソビエト政権を掲げる小規模の集団によって使用された。1980年代後半に入り、ベラルーシの民族再生と民主主義への変化の象徴としてこの旗が再び使用されるようになる。1991年にベラルーシ共和国が独立した後、ベラルーシ人民戦線党の提案によって白赤白旗はベラルーシの国旗に定められた。

### 1918-1951年までボリシェヴィキ（ソ連）支配下時代の国旗
ロシア革命から1951年の国旗の制定までの間、ベラルーシでは数種類の国旗が使われていた。最も古い国旗は赤一色の旗であり、1919年にリトアニア東部とベラルーシ東部から成るリトアニア＝白ロシア・ソビエト社会主義共和国で使用された。
白ロシア・ソビエト社会主義共和国が成立した後、国旗に金色のССРБ（SSRB）の文字がホイストの上部に加えられ、このデザインは白ロシア・ソビエト社会主義共和国の最初の憲法で制定された。
1927年の憲法で国旗に修正が加えられ、文字がБССР（BSSR）に変更されたが、全体のデザインは同一に保たれた。
1937年に国旗のデザインが変更され、鎌と槌と赤い星が金色の文字の上に配置される。また、初めて旗の縦横の比率が1:2と公的に定められた。この旗は1951年まで使われ、1951年に採用された旗から文字は除かれた。

リトアニア＝白ロシア・ソビエト社会主義共和国の国旗（1919年）
白ロシア・ソビエト社会主義共和国の旗（1919年-1927年）
白ロシア・ソビエト社会主義共和国の旗（1927年-1937年）
白ロシア・ソビエト社会主義共和国の旗（1937年-1951年）

### 1951年の共産主義ソ連領土時代の国旗

1951年から1991年の白ロシア・ソビエト社会主義共和国の国旗

1951年12月25日に法令によって白ロシア・ソビエト社会主義共和国の国旗が制定された。1956年に国旗に描かれた赤い星、槌と鎌に僅かな修正が加えられる。最終的な国旗の仕様は白ロシア・ソビエト社会主義共和国憲法第120条に規定され、この国旗は現在のベラルーシの国旗とほぼ同一である。旗の縦横の比率は1:2で、ソビエト連邦および他の14の連邦共和国と同一の比率が採用されている。旗の大部分は革命を表す赤色で占められ、残りの部分はベラルーシの森林を表す緑色で塗られ、ベラルーシの伝統的な衣装に使われる文様が赤地に白で書かれ、ホイストを装飾している。旗の赤地の上の隅に金色の槌と鎌が置かれ、その上に金色の線で縁取りされた赤い星が描かれている。槌は労働者を、鎌は農民を表しており、これらの二つのシンボルの交差は二つの階級の協調の象徴であり、共産党が一般に使用する赤い星は5つの社会階級（労働者、若者、農民、軍人、学者）、5つの大陸、労働者の手の5本の指を表していると言われている。槌、鎌、星は旗の裏面には描かれないことがあった。
1945年に白ロシアがソビエト連邦、ウクライナ・ソビエト社会主義共和国と共に国際連合の加盟国の承認を受けるにあたって、それぞれの国家が互いに異なるデザインの国旗を制定していることが求められたため、この国旗が考案された。国旗の考案者はミハイル・グスエフという人物だった。

### ソ連からの独立後（1991-1995）

白赤白旗（1918年、1991年 - 1995年）

1991年にベラルーシ独立の宣言後に民族のシンボルである旗、赤色の背景に右手に剣を左手に盾を持っている銀の騎士が銀の馬にまたがった紋章（パホーニャ）、歌という国のシンボル、独立記念日が復活した。1995年には前年に当選したアレクサンドル・ルカシェンコ（アリャクサンドル・ルカシェンカ）大統領が主導した国民投票の結果、この祝日は無効化され、禁止された。その際、ベラルーシ人民共和国のシンボルであった白赤白の旗、国章「パホーニャ」（Пагоня）、国歌『ヴァヤツキ・マルシュ（戦士の行進）』（Ваяцкі марш）も禁止・廃止されている。その際に代わりに採用されたのが修正の加えられたソ連式シンボルであり、赤い共産主義の星がまたも銀の騎士のシンボルを追いやったと報道されている。

#### 1995年のルカシェンコによる国民投票以降

1995年の国民投票で採用された国旗。2012年に微修正された。

1993年にルカシェンコは国家のシンボルを決定する国民投票の実施を試みるが、議会の支持を得られなかった。1995年5月14日の国民投票の2か月前、ルカシェンコは2本の小さな緑の棒と1本の大きい赤い棒からなる国旗のデザインを提案した。この提案がどうなったのかは不明であるが、数日後に新しいデザインの国旗が提案され、投票の対象となる新しい国旗としてベラルーシ国民に提示された。
1995年5月14日にベラルーシの国家の象徴を決定する国民投票が開催された。投票率は64.7%で、3:1の比率（75.1%:24.9%）で過半数を超える賛成票を集めた新しい国旗が採用された。有権者は国旗・国章のほか、3つの事項への投票も行った。国民投票の手法と、投票で国家の象徴を問う合法性は反対派から強い批判を受けた。反対派は64.7%の投票者の75.1%が賛意を示した、つまり新しい国旗の採用を支持したのは全有権者の48.7%に過ぎないと主張したが、他の多くの国と同様にベラルーシの法律は国民投票が成立するには有権者の過半数の投票が必要と定めている。この結果は大統領のルカシェンコに望ましいものであり、彼はソビエト式の旗の復活が国民に若々しい感覚と楽しい思い出をもたらしたと宣言した。

### ルカシェンコへの抵抗のシンボル

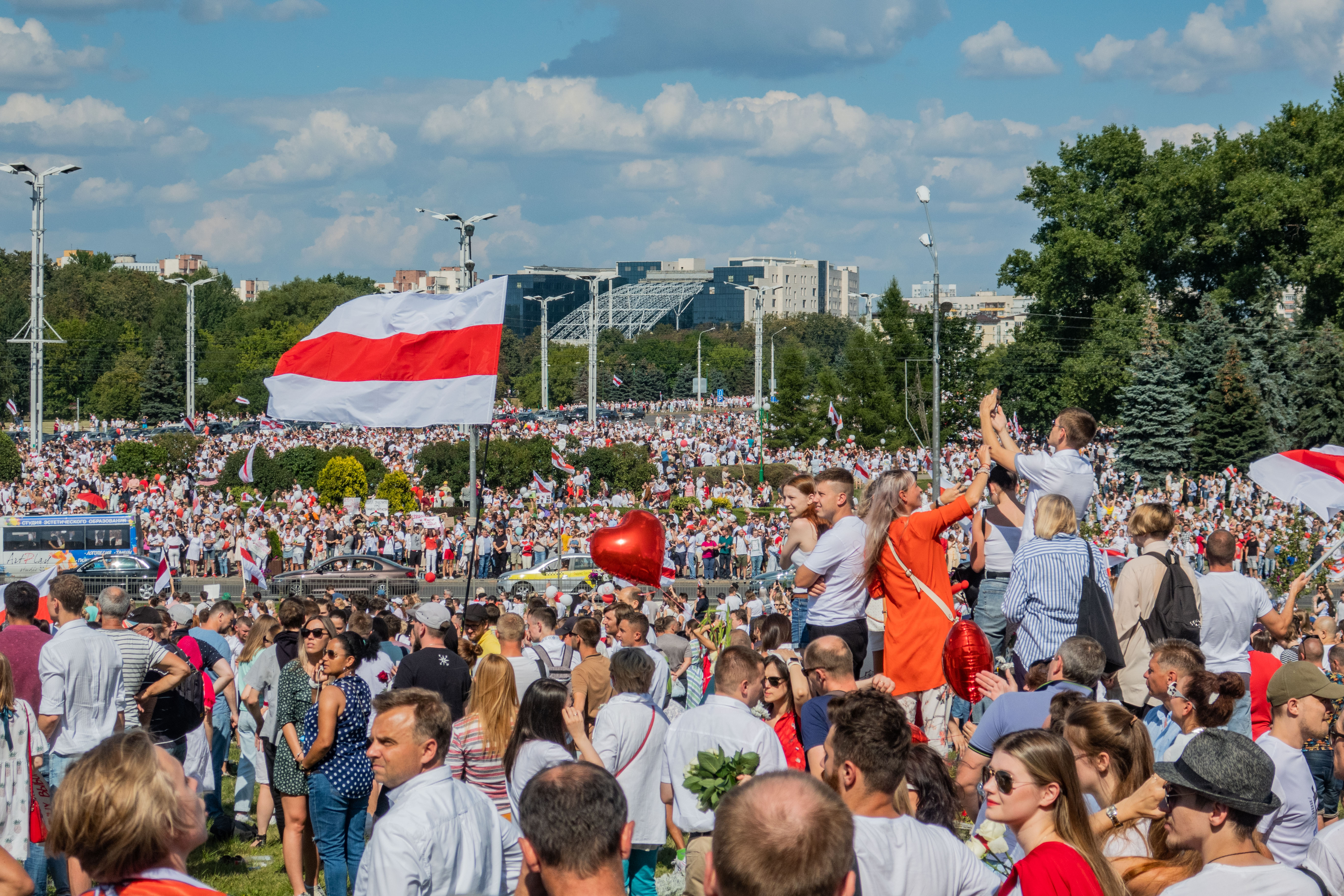
ルカシェンコ政権への抗議運動で白赤白旗を掲げる人々(2020年8月 ミンスク)

1995年以降、白赤白旗はアレクサンドル・ルカシェンコ政権への抵抗の象徴として使われ、特に2006年・2010年・2020年の大統領選挙後の抗議活動、自由の日の祝典での大集会と祖霊祭の記念行進で旗が多く見られた。ベラルーシ政府は公的には白赤白旗の使用を禁止していないが、「未登録の象徴」とみなしており、政治活動家やスポーツのファンが示威運動で用いた場合は逮捕、旗の没収になりうる。2010年上旬に政治活動家のシャルヘイ・カヴァレンカが、ヴィーツェプスク（ヴィテプスク）の中央広場のクリスマスツリーの上に白赤白旗を置いたために逮捕された。2022年2月、2022年ロシアのウクライナ侵攻に伴い、ルカシェンコ政権がウクライナに派兵すると目される中、2020年ベラルーシ大統領選挙の候補者の一人でベラルーシ調整評議会議長であるスヴャトラーナ・ツィハノウスカヤは、リトアニアのヴィリニュスにあるベラルーシ大使館で、ヴィリニュスのディアスポラがベラルーシの公式旗を降ろして白赤白旗を掲揚する様子を撮影した動画をTwitter上に投稿して、同時に彼らがウクライナへの連帯を表明するためウクライナの国旗を追加したと述べ、大使館はもはやルカシェンコ政権を代表していないと主張した。

## ルカシェンコと関連性がある旗

大統領旗

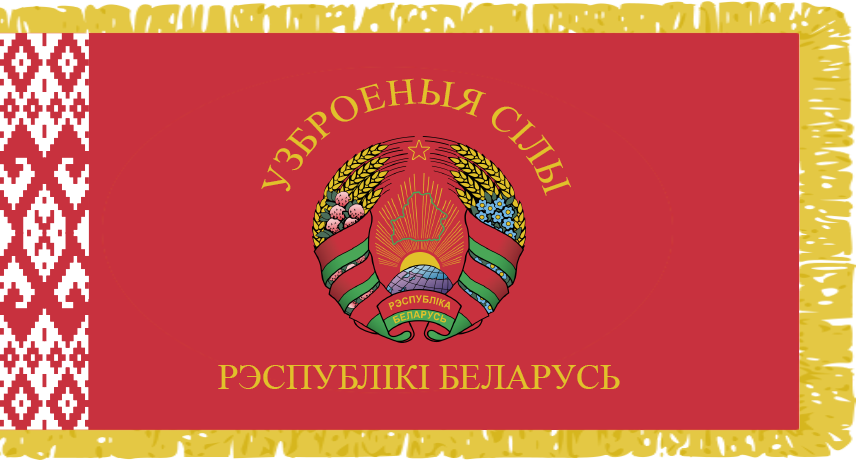
ベラルーシ共和国軍の旗（表面）

1918年のベラルーシ人民共和国時代と1991年のソ連からの独立から使用してきた国旗が、1995年のルカシェンコ提案のソ連時代から共産主義のシンボルが除去されただけの国旗に戻されて以来、1995年からの国旗を元にしたいくつかの旗が政府機関や団体によって使用されている。1997年に採用され、以来使用されている大統領旗は、ベラルーシ国旗とほぼ同一のデザインの旗に金色と赤色で描かれたベラルーシの国章を加えたものである。5:6という大統領旗の比率は正方形に近く、国旗の比率と異なっている。この旗は大統領の臨席を示すために使われ、建物や乗用車に掲げられる。
2001年にルカシェンコ大統領はベラルーシ共和国軍に旗を贈る公示を出した。共和国軍旗は1:1.7の比率で、旗のホイストの側に装飾文様がデザインされている。旗の表側にベラルーシの国章が置かれ、その上に「УЗБРОЕНЫЯ СІЛЫ（国防軍）」、下に「РЭСПУБЛІКІ БЕЛАРУСЬ（ベラルーシ共和国）」という金色の文字が書かれている。旗の裏側の中央にはオークと月桂樹の花冠で囲まれた赤い星があるが、これはベラルーシ共和国軍の紋章である。紋章の上には「ЗА НАШУ РАДЗІМУ（我らの母国のために）」というフレーズが描かれている。

## 国旗の変遷

? ベラルーシ人民共和国の国旗（1918年）縦横比: 1:2
?ベラルーシ人民共和国亡命政府の旗（1919年-1925年）縦横比: 1:2
?リトアニア＝白ロシア・ソビエト社会主義共和国の国旗（1919年）縦横比: 1:2
? 白ロシア・ソビエト社会主義共和国の旗（1919年-1927年）
? 白ロシア・ソビエト社会主義共和国の旗（1927年-1937年）
? 白ロシア・ソビエト社会主義共和国の旗（1937年-1951年）
? 白ロシア・ソビエト社会主義共和国の旗（1951年-1991年）縦横比: 1:2
? 旧国旗（1991年-1995年）、ベラルーシ人民共和国の旗と同じ　縦横比: 1:2
? 旧国旗（1995年-2012年）　縦横比: 1:2
? 旧国旗（別の仕様、1995年-2012年）　縦横比: 1:2
? 大統領旗（1997年-）
? ルカシェンコ大統領が当初提案した旗
? 現在の国旗（縦横比2:3の別タイプ）